# Lennon Stella
Pour les articles homonymes, voir Stella.
Lennon Stella, de son nom complet Lennon Ray Louise Stella, née le 13 août 1999 à Oshawa, en Ontario au Canada, est une auteure-compositrice-interprète, et actrice canadienne.
Elle est connue pour le rôle de Maddie Conrad dans la série Nashville, diffusée sur ABC puis CMT entre 2012 et 2018 et pour former un duo avec sa sœur Maisy nommé Lennon et Maisy Stella.

## Biographie

### Enfance et formation
Lennon Stella est née le 13 août 1999 à Oshawa, en Ontario (Canada). Elle a une sœur Maisy née le 13 décembre 2003. Ses parents Brad et Marylynne Stella, forment, eux aussi, un duo nommé The Stellas (en), ils ont fait la deuxième saison de la série de concours de musique de Can You Duet (en) en 2009, ils ont terminé quatrième, assez bon pour attirer l'attention d'EMI Music Canada, qui a publié l'album éponyme de The Stellas (en) en 2011.

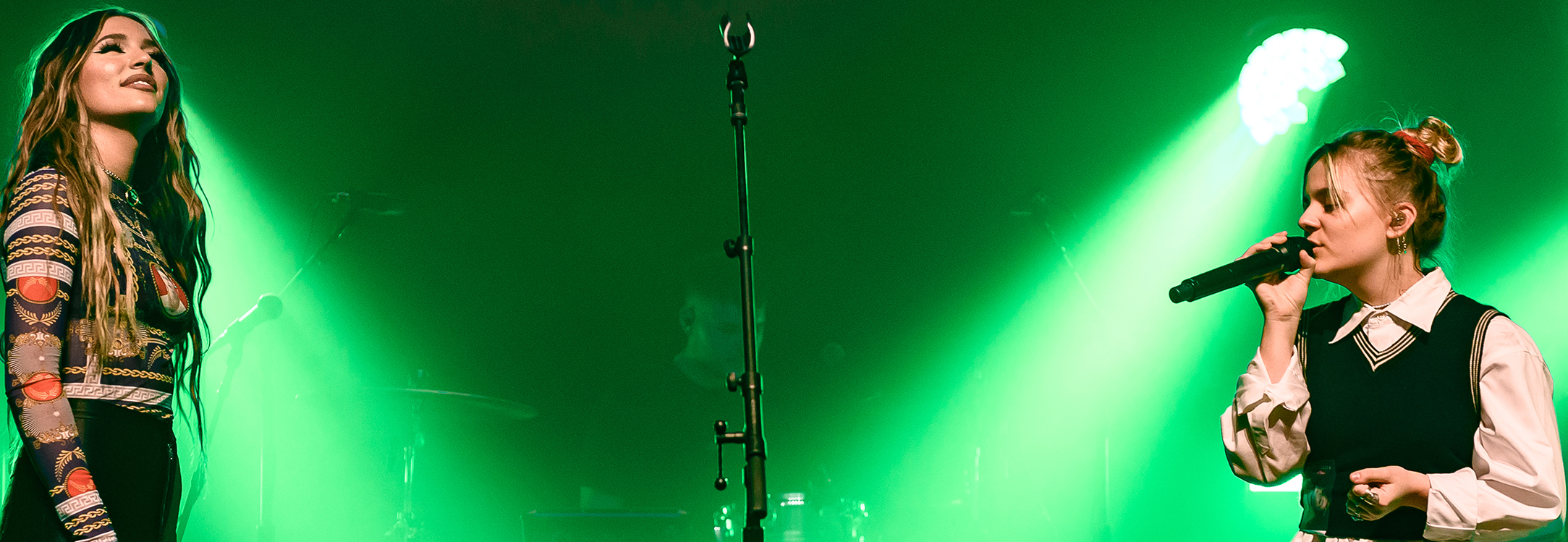
Lennon et Maisy Stella à Los Angeles en 2019.

Étant née dans une famille bercée par la musique, elle s'est intéressée à ce domaine dès son plus jeune âge. Elle a obtenu sa première guitare à cinq ans et son père, un guitariste expérimenté, lui a appris à jouer. Bien qu'elle n'ait jamais pris de leçons de chant ou d'instruments de musique, elle joue de nombreux instruments et chante avec sa sœur Maisy.
En 2009, la famille déménage à Nashville (Tennessee, États-Unis) et y réside depuis. Elle a étudié au Brentwood High School (en) à Brentwood, Tennessee et a accompagné Chase Puskar, le fils de la star de la série Nashville Charles Esten au bal de promo du lycée en 2016.

### Carrière

#### Actrice
Lennon et sa sœur Maisy ont commencé à jouer dans la série d'ABC / CMT "Nashville" en octobre 2012 aux côtés de Connie Britton, Charles Esten, Clare Bowen et Hayden Panettiere,. Le 10 avril 2017, la série Nashville a été renouvelée pour une sixième saison, qui sera la dernière.
Lennon et sa sœur Maisy ont interprété Ho Hey du groupe The Lumineers lors de la première saison de Nashville. Leur version a atteint le Top 40 du palmarès Billboard Hot Country Songs en avril 2013.

#### Chanteuse

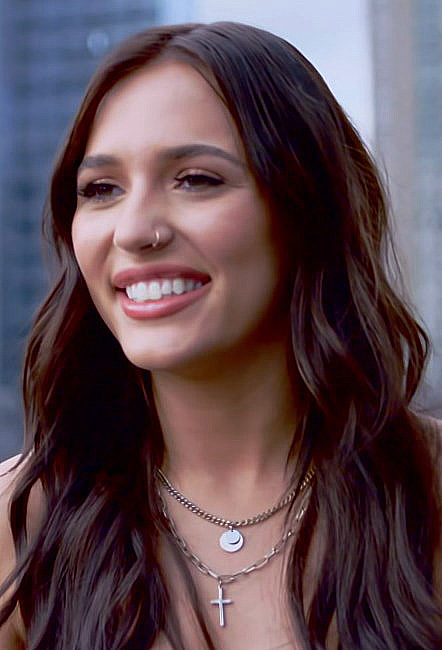
Lennon Stella en 2018.

Le 5 décembre 2016, Marc Scibilia (en) a publié une reprise avec Lennon Stella de Happy Xmas (War Is Over) de John Lennon.
En 2018, peu après la fin de la série, elle poursuit son ascension et signe avec le label RECORDS (en) et Columbia Records, et sort son premier single, une version acoustique de sa chanson Like Everybody Else, en août 2018. Son premier EP, Love, Me (en), a suivi plus tard cette année-là.
Le 5 octobre 2018, sort le single Polaroid, en collaboration avec Liam Payne et le DJ Jonas Blue. Il apparaît sur l'album LP1 de Liam et sur Blue (en) de Jonas Blue.
L'année suivante The Chainsmokers publient le titre Takeaway (en) en collaboration avec Illenium et Lennon Stella. Le clip est sorti sur YouTube le 9 octobre 2019.
De mai à juin 2019, elle a été la première partie du concert d'Anne-Marie lors de sa tournée européenne Speak Your Mind Tour (en) qui passera par Paris le 18 mai, au Bataclan,. Cette même année, elle a fait la première partie du concert avec 5 Seconds of Summer lors de la tournée américaine World War Joy Tour (en) de The Chainsmokers de septembre à décembre 2019.
Le 24 avril 2020, elle a sorti son premier album solo tant attendu, Three. Two. One. (en), qui a en grande partie un son pop électronique, plutôt que le style country sur lequel elle avait fait son nom.
Avec Charlie Puth, ils ont collaboré sur la chanson Summer Feelings, qui a été incluse dans la bande originale du film d'animation Scooby ! disponible le 15 mai 2020,.
Le 29 juin 2020, lors du 49e gala des Prix Juno, elle a reçu une nomination pour le Single de l'année "La Di Da" et a remporté le prix de la Révélation de l'année.

### Vie privée
Elle est en couple avec le mannequin danois Jegor Venned depuis septembre 2019.

## Filmographie
- 2012 - 2018 : Nashville : Maddie Conrad (rôle principal - 119 épisodes)

## Discographie

### Albums studio
| Titre                 | Détails de l'album                                                                                      | Meilleures positions | Meilleures positions | Meilleures positions | Meilleures positions | Meilleures positions | Meilleures positions | Meilleures positions | Meilleures positions | Meilleures positions | Meilleures positions |
| Titre                 | Détails de l'album                                                                                      | CAN                  | US                   | UK                   | IRL                  | NZ                   | AUS                  | DAN                  | FRA                  | NOR                  | SUE                  |
| --------------------- | --- | -------------------- | -------------------- | -------------------- | -------------------- | -------------------- | -------------------- | -------------------- | -------------------- | -------------------- | -------------------- |
| Three. Two. One. (en) | - Sortie : 24 avril 2020 - Label : RECORDS (en) et Columbia Records - Format : téléchargement numérique | 10                   | 80                   | 91                   | 62                   | 30                   |                      |                      |                      |                      |                      |

### Extended Plays
| Titre              | Détails de l'album                                                                                         | Meilleures positions |
| Titre              | Détails de l'album                                                                                         | CAN                  |
| ------------------ | --- | -------------------- |
| Love, Me (en) (EP) | - Sortie : 16 novembre 2018 - Label : RECORDS (en) et Columbia Records - Format : téléchargement numérique | 60                   |

### Singles
| Titre                                                                                              | Année | Meilleures Positions | Meilleures Positions | Meilleures Positions | Meilleures Positions | Meilleures Positions | Meilleures Positions | Meilleures Positions | Meilleures Positions | Meilleures Positions | Meilleures Positions | Certifications                   | Album                 |
| Titre                                                                                              | Année | CAN                  | BEL (FL) Tip         | FRA                  | IRE                  | JPN                  | NZ                   | SCO                  | SWI                  | UK                   | US                   | Certifications                   | Album                 |
| -------------------------------------------------------------------------------------------------- | ----- | -------------------- | -------------------- | -------------------- | -------------------- | -------------------- | -------------------- | -------------------- | -------------------- | -------------------- | -------------------- | -------------------------------- | --------------------- |
| "Like Everybody Else"                                                                              | 2018  | —                    | —                    | —                    | —                    | —                    | —                    | —                    | —                    | —                    | —                    |                                  | Non-album single      |
| "Bad"                                                                                              | 2018  | —                    | —                    | —                    | —                    | —                    | —                    | —                    | —                    | —                    | —                    |                                  | Love, Me (en)         |
| "Polaroid" (avec Jonas Blue et Liam Payne)                                                         | 2018  | —                    | 29                   | 183                  | 22                   | 63                   | —                    | 3                    | 96                   | 12                   | —                    | - MC : Or - BPI : Or - FIMI : Or | LP1 et Blue (en)      |
| "Breakaway"                                                                                        | 2018  | —                    | —                    | —                    | —                    | —                    | —                    | —                    | —                    | —                    | —                    |                                  | Love, Me (en)         |
| "La Di Da"                                                                                         | 2018  | 49                   | —                    | —                    | —                    | —                    | —                    | —                    | —                    | —                    | —                    |                                  | Love, Me (en)         |
| "Feelings"                                                                                         | 2018  | —                    | —                    | —                    | —                    | —                    | —                    | —                    | —                    | —                    | —                    |                                  | Love, Me (en)         |
| "Bitch (Takes One to Know One)"                                                                    | 2019  | —                    | —                    | —                    | —                    | —                    | —                    | —                    | —                    | —                    | —                    |                                  | Non-album single      |
| "Kissing Other People"                                                                             | 2019  | 60                   | —                    | —                    | —                    | —                    | —                    | —                    | —                    | —                    | —                    |                                  | Three. Two. One. (en) |
| "Golf on TV" (Lennon Stella featuring JP Saxe)                                                     | 2020  | —                    | —                    | —                    | —                    | —                    | —                    | —                    | —                    | —                    | —                    |                                  | Three. Two. One. (en) |
| "Jealous"                                                                                          | 2020  | —                    | —                    | —                    | —                    | —                    | —                    | —                    | —                    | —                    | —                    |                                  | Three. Two. One. (en) |
| "Fear of Being Alone"                                                                              | 2020  | —                    | —                    | —                    | —                    | —                    | —                    | —                    | —                    | —                    | —                    |                                  | Three. Two. One. (en) |
| "Older Than I Am"                                                                                  | 2020  | —                    | —                    | —                    | —                    | —                    | —                    | —                    | —                    | —                    | —                    |                                  | Three. Two. One. (en) |
| "Summer Feelings" (Lennon Stella featuring Charlie Puth)                                           | 2020  | —                    | —                    | —                    | —                    | —                    | —                    | —                    | —                    | —                    | —                    |                                  | Scoob! The Album      |
| "—" indique que le single ne s'est pas classée dans le hit-parade ou n'est pas sorti dans ce pays. |       |                      |                      |                      |                      |                      |                      |                      |                      |                      |                      |                                  |                       |

### Collaborations
| Titre                                                                  | Année | Meilleures Positions | Meilleures Positions | Meilleures Positions | Meilleures Positions | Meilleures Positions | Meilleures Positions | Meilleures Positions | Meilleures Positions | Meilleures Positions | Meilleures Positions | Certifications | Album                             |
| Titre                                                                  | Année | CAN                  | AUS                  | FRA                  | GER                  | IRE                  | NOR                  | SWE                  | SWI                  | UK                   | US                   | Certifications | Album                             |
| ---------------------------------------------------------------------- | ----- | -------------------- | -------------------- | -------------------- | -------------------- | -------------------- | -------------------- | -------------------- | -------------------- | -------------------- | -------------------- | -------------- | --------------------------------- |
| "Takeaway (en)" (The Chainsmokers et Illenium featuring Lennon Stella) | 2019  | 31                   | 32                   | 136                  | 30                   | 41                   | 14                   | 38                   | 36                   | 64                   | 69                   | ARIA : Platine | World War Joy (en) et Ascend (en) |

### Tournées

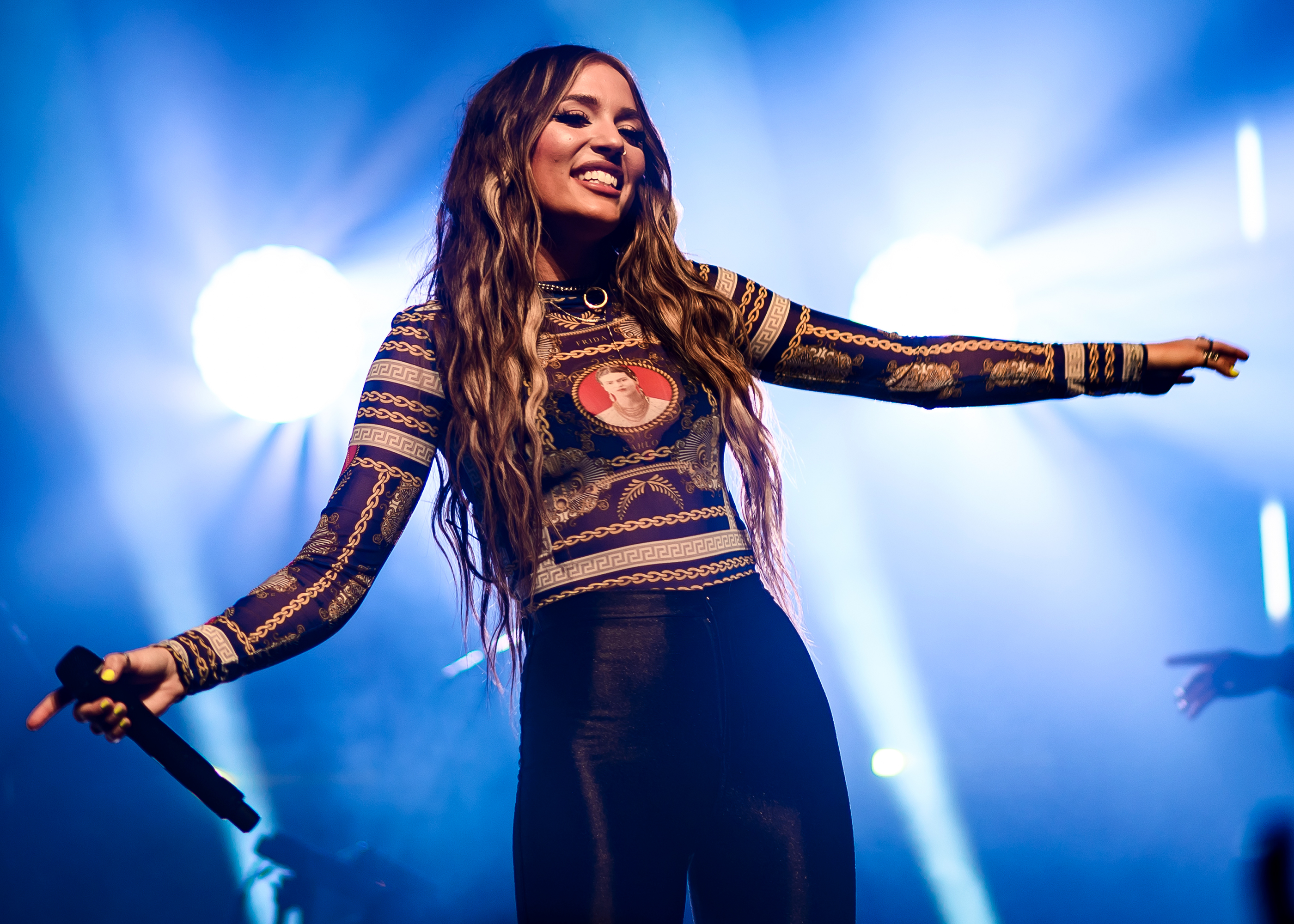
Lennon Stella à Los Angeles en 2019.

#### Festivals
- RBC Ottawa Bluesfest (2019)
- Osheaga (2019)

## Distinctions
| Année | Cérémonie | Catégorie             | Nomination    | Résultat   |
| ----- | --------- | --------------------- | ------------- | ---------- |
| 2020  | Prix Juno | Révélation de l'année | Lennon Stella | Lauréat    |
| 2020  | Prix Juno | Single de l'année     | La Di Da      | Nomination |